# Campionati statunitensi di sci alpino 1968
I Campionati statunitensi di sci alpino 1968 si disputarono nel mese di marzo; furono assegnati i titoli di discesa libera, slalom gigante, slalom speciale e combinata, sia maschili sia femminili.
Trattandosi di competizioni valide anche ai fini del punteggio FIS, vi parteciparono anche sciatori di altre federazioni, senza che questo consentisse loro di concorrere al titolo nazionale statunitense.

## Risultati

### Uomini

#### Discesa libera
| Pos. | Atleta          | Nazione |
| ---- | --------------- | ------- |
| 1    | Scott Henderson | Canada  |
| 2    | Rod Hebron      | Canada  |
| 3    | ?               | ?       |
| 4    | ?               | ?       |
| 5    | ?               | ?       |

#### Slalom gigante
| Pos. | Atleta          | Nazione     |
| ---- | --------------- | ----------- |
| 1    | Rick Chaffee    | Stati Uniti |
| 2    | Scott Henderson | Canada      |
| 3    | Rod Hebron      | Canada      |
| 4    | ?               | ?           |
| 5    | ?               | ?           |

#### Slalom speciale
| Pos. | Atleta       | Nazione     |
| ---- | ------------ | ----------- |
| 1    | Rick Chaffee | Stati Uniti |
| 2    | ?            | ?           |
| 3    | ?            | ?           |

#### Combinata
| Pos. | Atleta          | Nazione |
| ---- | --------------- | ------- |
| 1    | Scott Henderson | Canada  |
| 2    | ?               | ?       |
| 3    | ?               | ?       |
| 4    | ?               | ?       |

### Donne

#### Discesa libera
| Pos. | Atleta    | Nazione     |
| ---- | --------- | ----------- |
| 1    | Ann Black | Stati Uniti |
| 2    | ?         | ?           |
| 3    | ?         | ?           |

#### Slalom gigante
| Pos. | Atleta          | Nazione     |
| ---- | --------------- | ----------- |
| 1    | Marilyn Cochran | Stati Uniti |
| 2    | Nancy Greene    | Canada      |
| 3    | ?               | ?           |
| 4    | ?               | ?           |

#### Slalom speciale
| Pos. | Atleta     | Nazione     |
| ---- | ---------- | ----------- |
| 1    | Judy Nagel | Stati Uniti |
| 2    | ?          | ?           |
| 3    | ?          | ?           |

#### Combinata
| Pos. | Atleta     | Nazione     |
| ---- | ---------- | ----------- |
| 1    | Judy Nagel | Stati Uniti |
| 2    | ?          | ?           |
| 3    | ?          | ?           |